# Liste von Persönlichkeiten aus Breno TI
Diese Liste enthält in Breno im Kanton Tessin geborene Persönlichkeiten und solche, die in Breno ihren Wirkungskreis hatten, ohne dort geboren zu sein. Die Liste erhebt keinen Anspruch auf Vollständigkeit.

## Persönlichkeiten
(Sortierung nach Geburtsjahr)
- Familie Pelloni, Pennone. [1]
  - Pellone oder Pennone Rocco der Alte (* um 1515 in Breno; † nach 1550 ebenda?), Architekt baute 1550 die grosse Treppe vor dem alten herzoglichen Palast in Genua[1][2][3]
  - Pellone oder Pennone Rocco der Junge (* um 1590 in Breno; † nach 1657 ebenda?), Bildhauer, Architekt baute 1629–1657 die Kapelle der heiligen Jungfrau in San Domenico, arbeitete für den Chor der Kirchen SS. Giacomo e Filippo, Santa Brigida, Santa Marta[1][4]
  - Giacomo Pelloni (* um 1570 in Breno; † nach 1610 ebenda), Baumeister[5]
  - Stefano Pelloni (* um 1605 in Breno; † vor 1672 ebenda?), Architekt und Maler in Genua[1]
  - Ernesto Pelloni (* 31. Oktober 1884 in Breno; † 7. September 1970 in Lugano), Schweizer Pädagoge und Schriftsteller[6]

- Pietro Sartori (* um 1650 in Breno; † nach 1685 ebenda), Stuckateur, tätig in der Pfarrkirche von Breno[7]

- Familie Righetti. [8]
  - Giovanni Righetti-Bernini senior (* 16. Dezember 1766 in Breno; † 1855 in Triest), Baumeister[8][9]
  - Giuseppe Righetti (* um 1806 in Breno; † 1887 in Triest), Architekt[8][10]
  - Domenico Righetti (* 1809 in Breno; † 1894 in Triest), Architekt[8]
  - Giovanni Righetti junior (* 12. Oktober 1827 in Breno; † 1901 in Triest), Ingenieur und Architekt[8]
  - Francesco Righetti (* 1835 in Breno; † 1917 in Rosario de la Frontera), Architekt[11]

- Familie Anastasia. 
  - Giovanni Anastasia (* 1797 in Breno; † 1883 ebenda), Landwirt, Lokalhistoriker[12]
  - Teodoro Anastasia (1843–1892), Architekt in Ägypten (Suezkanal)
  - Aldo Anastasia (* 30. April 1927 in Breno; † 7. Dezember 2001 in Castelrotto), Postadministrator und Gemeindepräsident von Astano. Er wurde im Friedhof von Bedigliora bestattet.

- Familie Gallacchi. [13]
  - Giovanni Gallacchi (* 1840 in Breno; † 18. Februar 1916 in Triest), Ingenieur[13]
  - Oreste Gallacchi (* 1846 in Breno; † 1925 ebenda), Sohn des Notars Giuseppe und seiner Frau Teresa Righetti, Studium der Rechtswissenschaft an der Universität Genf, Rechtsanwalt, 1893 Mitglied des Tessiner Grossen Rats, 1923 Ratspräsident. Landwirt und Züchter. Gründete die Società di mutua assicurazione del bestiame, die Società per la dotazione delle ragazze povere, den Consorzio della Scuola Maggiore und andere Gesellschaften. Seine Bronzebüste steht auf einem Brunnen in der Nähe der Scuola maggiore von Breno.[13][14][15][16][17]
  - Brenno Gallacchi (1882–1957), Sohn des Rechtsanwalts Oreste, Doktor der Rechte der Universität Zürich, von 1911 bis 1954 Staatsanwalt, Publizist: Gli insegnamenti morali di Stefano Franscini. (1939); Una grande ingiustizia sociale. Per il suffragio femminile. (1953); Per la libertà dell’elettore. (1955)[18][19]

- Familie Brignoni. 
  - Giacomo Brignoni (* 1843 in Breno; † 1914 ebenda), Stuckateur in Italien, Chur und Luzern[20]
  - Emilio Brignoni (* 10. Oktober 1884 in Turin; † 8. November 1935 in Lugano), Stuckateur in Italien, Buenos Aires und Rosario[20][21]
  - Serge Brignoni (1903–2002), Kunstmaler, Bildhauer, Zeichner, Pionier des Surrealismus

- Bruno Caizzi (1909–1992), Doktor der Wirtschaftsgeschichte, Hochschullehrer und Publizist